# Тиим, Курт
Курт Тиим (дат. Kurt Thiim, 3 августа 1958, Войенс) — датский автогонщик.
Курт родился 3 августа 1956 года в Войенсе (Дания). Его гоночная карьера, как у многих, началась в картинге, откуда в 1978 году он перешёл в Формулу-Форд. После этого, с 1980 по 1984 годы он участвовал в различных чемпионатах Ф3 — Европейском и Немецком, а также Британском. После победы по итогам сезона Немецкого чемпионата Ф3 в 1984 года Тиим ушёл из гонок автомобилей с открытыми колесами, так как переход в более сильные чемпионаты ему не давался.

## ДТМ
Через год Тиим дебютировал в ДТМ за рулем Rover Vitesse и, одержав 3 победы в 9 гонках, сразу же стал чемпионом — в то время в ДТМ частники ещё могли добиваться выдающихся результатов. Однако в следующем году, когда он пересел за руль частной же Альфа Ромео 75 Турбо, то ничего не мог поделать с заводскими БМВ и Фордами, пришедшими в чемпионат в 1987 г. В итоге — только 21-е место, но его усилия были замечены в БМВ, и он сменил ушедшего чемпиона Эрика ван де Поэля, сразу же начав с победы, однако посреди сезона он перешёл в Мерседес, где также быстро освоился. В 1989 году он уже боролся за чемпионат, но завершил сезон лишь 4-м, хоть и одержал 2 победы. В итоге он остался с Мерседес до самого краха ДТМ в 1996 году, провёл всего в чемпионате 209 гонок, одержал 18 побед, но больше чемпионом не стал, а его лучшая позиция по итогам сезона — 2-е место в 1992 году.

## Дальнейшая карьера
После краха ДТМ Курт Тиим принимал участие в различных туринговых чемпионатах, включая немецкий Супертуринг, Туринг и датский Туринг, а также V8Star и Немецкий Кубок Порше, но за все это время лишь 4 раза добивался побед в гонках (датский Туринг). В новом ДТМ он не выступал.
Сейчас Курт следит за многообещающей карьерой своего сына Никки Тиима, который выступает в Суперкубке СЕАТ Леон, проходящем в рамках уикендов ДТМ.

## Статистика карьеры
- 1974 Картинг
- 1975 Чемпион Дании по картингу
- 1978 Формула Форд 1600: 3е место в датском чемпионате.
- 1979 Формула Super Vee: чемпион Скандинавии; чемпионат Европы Ф3: 7е место.
- 1981 Британская Ф3 и чемпионат Европы Ф3.
- 1982 Ф3.
- 1984 Чемпионат Европы Ф3 (за Альфа-Ромео).
- 1986 ДТМ: 1е место (Rover Vitesse); ETCC (Toyota); Кубок Порше 944 Турбо .
- 1987 ДТМ: 21е место (Alfa Romeo 75 Turbo).
- 1988 ДТМ: 18е место (БМВ М3/AMG Mercedes 190E 2.3-16).
- 1989 ДТМ: 4е место (AMG Mercedes 190E 2.5-16 Evolution, напарник Клаус Людвиг).
- 1990 ДТМ: 3е место (AMG Mercedes 190E 2.5-16 Evolution 2, напарник Клаус Людвиг).
- 1991 ДТМ: 8е место (AMG Mercedes 190E 2.5-16 Evolution 2, напарник Элен Лор).
- 1992 ДТМ: 2е место (Diebels-Zakspeed-Team Mercedes 190E 2.5-16 Evolution 2, напарник Роланд Аш).
- 1993 ДТМ: 6е место (Diebels-Zakspeed-Team Mercedes 190E 2.5-16 Evolution 2, напарник Йорг ван Оммен).
- 1994 ДТМ: 5е место (Promarkt-Zakspeed-Team Mercedes C-Klasse, напарник Йорг ван Оммен).
- 1995 ДТМ: 4е место, ITC: 8е место (Promarkt-Zakspeed-Team Mercedes C-Klasse, напарник Александр Грау)
- 1996 ITC: 18е место (AMG Mercedes C-Klasse, напарник Йорг ван Оммен).
- 1997 Super Tourenwagen Cup (STW): 18е место (SMS-Opel Vectra); выступления в FIA-GT1-Cup (на Lotus Elise за MVR-Lotus-Team); Комментатор DSF на немецком чемпионате по картингу (DKM).
- 1998 Несколько выступлений VLN; Немецкий кузовной кубок(DTC) за Brinkmann-Motorsport-Team (напарник Иоахим Винкельхок); 24 часа Нюрбургринга (на VW Golf 4 Kit Car за RSG Wolfsburg; Комментатор DSF.
- 1999 DTC за Schirmer-Team на BMW 320i E46; VLN (BMW 325i за MK-Motorsport; 24 часа Нюрбургринга  (VW Golf 4 Kit Car, за New Yorker Racing by RSG Braunschweig ).
- 2000 VLN за Scheid-Motorsport на BMW M3 GTRS; 24 часа Нюрбургринга (VW Golf 4 Kit Car, за New Yorker Racing by RSG Braunschweig; Spezial Tourenwagen Trophy(STT) за Mich-Team(напарник Йонас Нильсен) на Mercedes 190E 2.5-16 Evolution 2: победа в дивизионе II  и общем зачете.
- 2001 V8Star: 6 место (Team SST-Engineering, напарник Том Швистер; Spezial Tourenwagen Trophy(STT) за Mich-Team на Mercedes 190E 2.5 Evolution 2; 24 часа Нюрбургринга (Porsche 996 GT3 за GM-Racing-Teams Герарда Мюллера).
- 2002 V8Star: 9е место (Team SST-Engineering, напарник Штефен Видманн; Датский кузовной чемпионат: 2е место в общем зачете (Toyota Castrol Racing Team, напарник Хенрик Лундгаард); 24 часа Нюрбургринга (Porsche 996 GT3 за „Besaplast-Gate-Keeper“-Teams Эдгара Дорена).
- 2003 Датский кузовной чемпионат: 7е место (Renault Megane за Renault Motorsport Dänemark); V8Star: 13е место (MRS-Molitor-Racing Team); Выступление в VLN; 4 этапа в Немецком и Суперкубке Порше: 20е место (MRS-PZM Team).
- 2004 Датский кузовной чемпионат: 8е место (Renault Megane за Renault Motorsport); VLN (Porsche 996 GT3 и Volvo S60 за Mühlner Team); 24 часа Нюрбургринга и Спа (Porsche 911 GT3 за Mühlner Teams)
- 2005 Датский чемпионат Группы N(Кубок Yokohama): 5е место (Peugeot 206); VLN (BMW M3 V8 за Doltate Motorsport Teams а также Mercedes 190E 2.5 Evolution 2 за Teams MD Sportwagen Mainz); участие в голландской серии BRL-V6 Serie: 8е место в общем зачете и 11е в голландском (Ford за G.A.G. Racing Teams); 24 часа Нюрбургринга (V8Star Opel Omega за Irmscher Teams); Кубок Мини за Team Wiesmann; Чемпионат Люксембурга (Porsche 911 GT3); Комментатор 24 часов Ле-Мана для датского телевидения
- 2006 Датский кузовной кубок: 15е место (BMW за Klostermann Racing Teams); VLN (Porsche, BMW, Audi и Lamborghini); rhino's GT Series на V8Star за Swissracing Teams, (класс EGT2): победа.
- 2007 24 часа Дубая (Renault Clio RS за Martin Tschornia Motorsport); Датский кузовной чемпионат (BMW 320si E90 за Poulsen Motorsport Teams); VLN (Nissan 350Z за Nissan Europa); 1000миль Интерлагоса (ЛМС) за Markland Racing Team на Corvette Z06.